# Lake Chittering
Der Lake Chittering ist ein See im Südwesten des australischen Bundesstaates Western Australia. 
Der See liegt im Verlauf des Brockman River ca. 5 km südlich von Bindoon.